# Rose English
Rose English (1950) es una artista británica que trabaja en performance, instalación, teatro, danza y cine. Lleva varias décadas escribiendo, dirigiendo e interpretando sus propias obras en lugares tan diversos como la Tate Britain, el Royal Court Theatre, el Queen Elizabeth Hall, el Festival de Adelaida y el Lincoln Center en Nueva York. Sus producciones cuentan con una gran variedad de intérpretes, incluidos músicos, bailarines, artistas de circo, magos y caballos.

## Trayectoria
English ha realizado espectáculos y colaboraciones de diferentes tipos. Destacan durante la década de 1970, Quadrille, Berlin y Mounting; sus solos durante la década de 1980, incluidos Plato's Chair y The Beloved, y sus espectáculos a gran escala de la década de 1990, como Walks on Water, The Double Wedding y Tantamount Esperance .
Su obra internacionalmente conocida en la que se representa a una mujer con un caballo, My Mathematics, fue producida por la Industria Cultural de Michael Morris. Su serie de viñetas con caballos fueron presentadas por The Banff Centre en Canadá y la Serpentine Gallery en Londres. The Long Time Ago Story, en colaboración con el compositor David Sawyer para la BBC Radio 4, en 2003. Ornamental Happiness, un espectáculo de canto y circo, se inauguró en la Bienal de Arte Contemporáneo de Liverpool en 2006, seguido de Flagrant Wisdom, en el Centro Nacional del Vidrio en 2009. 
Las obras de performance de English, de la década de 1970, presentadas en la exposición ¡WACK! Art and the Feminist Revolution en el Museo de Arte Contemporáneo de Los Ángeles, estuvieron de gira por museos de EE. UU. y Canadá durante 2007 y 2009. Su instalación STORYBOARD, encargada por el Centro Nacional del Vidrio se presentó en Interloqui, una exposición colectiva en Caterina Tognon Arte Contemporánea, coincidiendo con la 54.ª edición de la Bienal de Venecia en 2011. Expuso una instalación compuesta por elementos y documentos relacionados con su performance de 1975, Quadrille, en Taking Matters in Our Own Hands en las galerías Richard Saltoun y Karsten Schubert, Londres 2013.
Coescribió y diseñó el largometraje The Gold Diggers, dirigido por Sally Potter en 1983, remasterizado digitalmente y lanzado en DVD por el British Film Institute (BFI) en 2009.

...The Gold Diggers es una película clave del cine feminista de principios de los 80. Realizada con un equipo de mujeres, con una impresionante fotografía de Babette Magolte y una partitura de Lindsay Cooper, adopta una estructura narrativa radical y experimental. Celeste (Colette Laffont) es una empleada de informática en un banco que se siente fascinada por la relación entre el oro y el poder. Ruby (Julie Christie) es una enigmática estrella de cine que busca su infancia, sus recuerdos y la verdad sobre su propia identidad. A medida que sus caminos se cruzan llegan a intuir que podría haber un vínculo entre la lucha masculina por la supremacía económica y el ideal femenino de belleza misteriosa pero impotente.

El trabajo de English con la danza incluye la coreografía de Ariadne auf Naxos en la Staatsoper de Múnich, dirigida por Tim Albery y sus colaboraciones con el coreógrafo Matthew Hawkins incluyendo Angels and Exiles en la Royal Opera House.
Como actriz, English ha trabajado en diversas producciones de teatro, cine y televisión, trabajando con directores como Richard Jones, Sally Potter y Nick Philippou. Ha aparecido en obras como Mauvaise passe, Our Mutual Friend, Surviving Picasso, Cracker (serie de televisión del Reino Unido), The Brooch Pin y Sinful Clasp y la película The Witches.

## Reconocimientos
Entre los premios que ha recibido English figuran el Time Out Performance Award, de la revista Time Out, la beca Wingate y el premio Paul Hamlyn para artistas.